# Oppegaard Spur
Der Oppegaard Spur ist ein schmaler und 3 km langer Gebirgskamm in der antarktischen Ross Dependency. Er erstreckt sich unmittelbar östlich der Mündung des Kosco-Gletschers in das Ross-Schelfeis vom südwestlichen Teil des Mount Speed in nordwestlicher Richtung.
Die Entdeckung und erste Luftaufnahmen gehen auf Wissenschaftler der United States Antarctic Service Expedition (1939–1941) zurück. Das Advisory Committee on Antarctic Names benannte ihn 1962 nach dem Kadett Richard D. Oppegaard, einem Mitglied der Unterstützungseinheiten der United States Navy in Antarktika, der am 8. November 1957 bei einem Unfall an Bord seines Einsatzschiffes ums Leben gekommen war.